# Opopanax hispidus
Opopanax hispidus är en flockblommig växtart som först beskrevs av Imre Frivaldszky, och fick sitt nu gällande namn av August Heinrich Rudolf Grisebach. Opopanax hispidus ingår i släktet Opopanax och familjen flockblommiga växter. Inga underarter finns listade i Catalogue of Life.